# Lil Baby

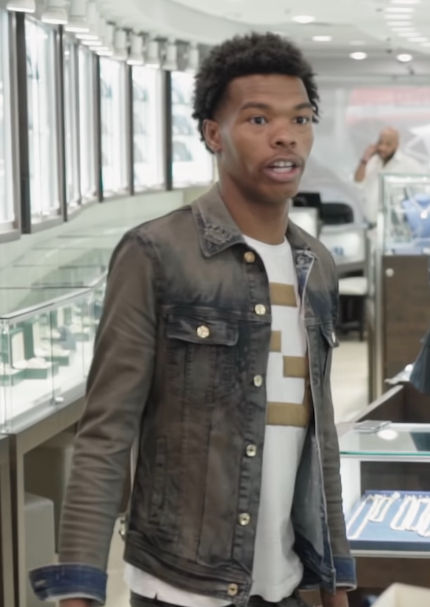
Lil Baby

Lil Baby (* 3. Dezember 1994 in Atlanta, Georgia; bürgerlicher Name Dominique Jones) ist ein US-amerikanischer Rapper aus Atlanta, Georgia. Sein erstes Studioalbum Harder Than Ever erschien im Mai 2018 und enthielt die Single Yes Indeed mit Drake.

## Biografie

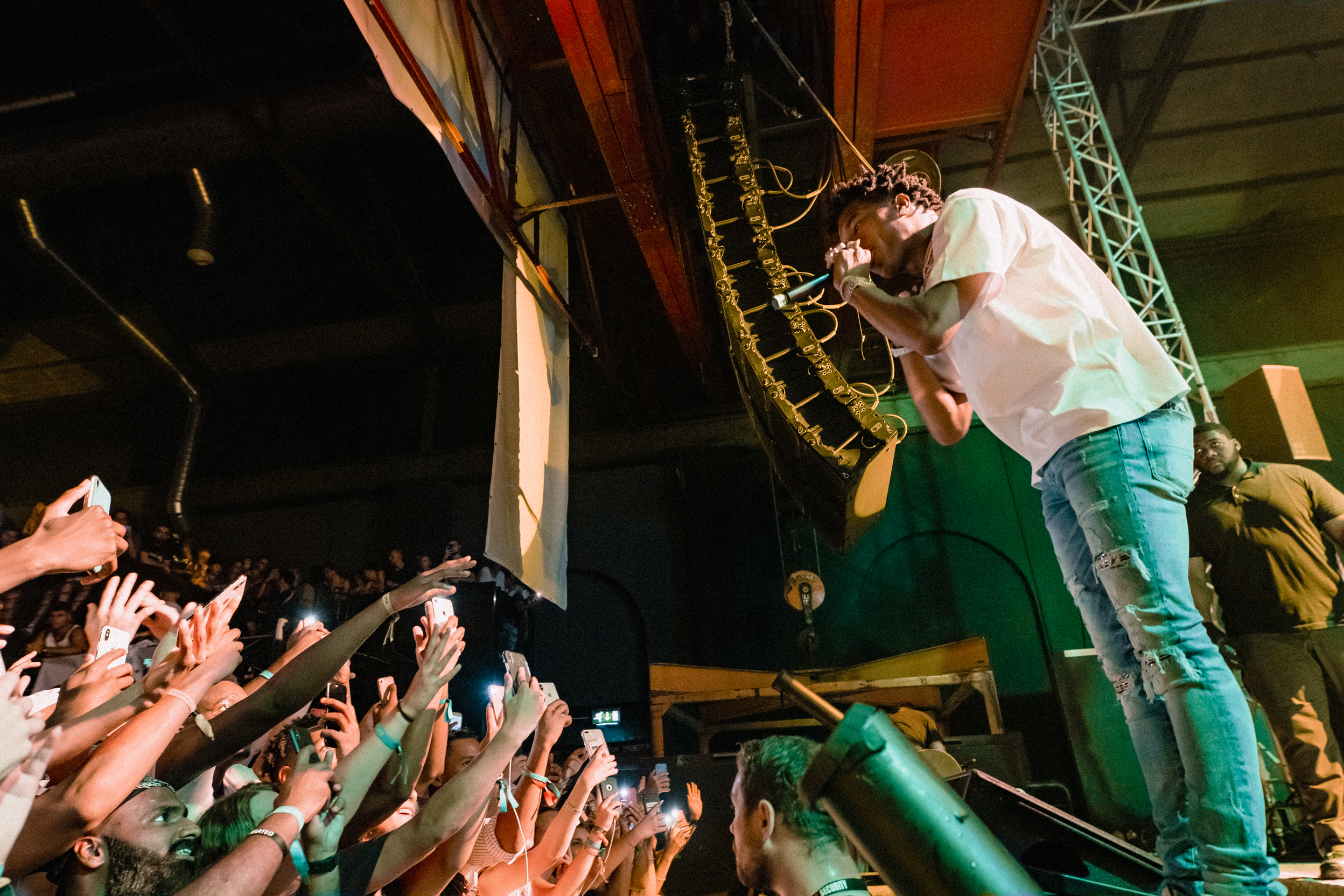
Lil Baby beim HYPE Festival in Oberhausen (August, 2019)

Lil Baby wuchs in Atlanta auf und ist unter anderem mit Young Thug befreundet. Während dieser erfolgreich seine Rapperkarriere zum Laufen brachte, wurde Lil Baby wegen kleinerer Verbrechen verurteilt und musste nach dem Verstoß gegen Bewährungsauflagen mit 19 für zwei Jahre ins Gefängnis. Nach seiner Entlassung 2017 beschloss er, eine Musikerkarriere ernsthaft zu verfolgen, und er veröffentlichte schon kurz darauf sein erstes Mixtape Perfect Timing. Wenig später folgte das zweite Tape Harder Than Hard mit dem Song My Dawg, das ein erster Singlehit in den Hot 100 wurde. Jeweils in wenigen Monaten Abstand folgten zwei weitere Mixtapes. Mit dem Vierten mit dem Titel Too Hard gelang ihm zum Jahresende auch der Einstieg in die Albumcharts.
Der Durchbruch kam im Mai 2018 mit seinem Debütalbum Harder Than Ever. Das Album stieg auf Platz 3 der offiziellen Charts ein. Neben Young Thug gehörten auch Gunna, Moneybagg Yo und vor allem der kanadische Rapper Drake zu den Mitwirkenden. Er war beim Song Yes Indeed vertreten, der nicht nur in den USA ein großer Hit wurde und Platz 6 erreichte, sondern Lil Baby auch in Europa bekannt machte und in die Charts brachte. In den USA wurde das Lied mit Platin ausgezeichnet. Zwei weitere Songs des Albums schafften es ebenfalls noch in die Charts. Im Oktober erschien ein weiteres Mixtape mit Gunna, das mit Drip Too Hard seinen nächsten internationalen Hit enthielt.
Mit der Veröffentlichung seines darauffolgenden Mixtapes Street Gossip, das im Dezember 2018 auf Platz zwei der US-amerikanischen Albumcharts einstieg, kamen sechs weitere Songs in die Billboard Hot 100, darunter Pure Cocaine.
2022 erwarb Lil Baby zusammen mit einer Investorengruppe, bestehend aus prominenten Persönlichkeiten in den USA, 25 % des Bekleidungsherstellers Mitchell & Ness.

## Diskografie
Studioalben

| Jahr | Titel Musiklabel                       | Höchstplatzierung, Gesamtwochen, AuszeichnungChartplatzierungen (Jahr, Titel, Musiklabel, Platzierungen, Wochen, Auszeichnungen, Anmerkungen) | Höchstplatzierung, Gesamtwochen, AuszeichnungChartplatzierungen (Jahr, Titel, Musiklabel, Platzierungen, Wochen, Auszeichnungen, Anmerkungen) | Höchstplatzierung, Gesamtwochen, AuszeichnungChartplatzierungen (Jahr, Titel, Musiklabel, Platzierungen, Wochen, Auszeichnungen, Anmerkungen) | Höchstplatzierung, Gesamtwochen, AuszeichnungChartplatzierungen (Jahr, Titel, Musiklabel, Platzierungen, Wochen, Auszeichnungen, Anmerkungen) | Höchstplatzierung, Gesamtwochen, AuszeichnungChartplatzierungen (Jahr, Titel, Musiklabel, Platzierungen, Wochen, Auszeichnungen, Anmerkungen) | Anmerkungen                                                  |
| Jahr | Titel Musiklabel                       | DE | AT | CH | UK | US | Anmerkungen                                                  |
| ---- | -------------------------------------- | --- | --- | --- | --- | --- | ------------------------------------------------------------ |
| 2018 | Harder Than Ever Quality Control (UMG) | — | — | — | — | US3 Platin · (132 Wo.)US | Erstveröffentlichung: 18. Mai 2018 Verkäufe: + 1.050.000     |
| 2020 | My Turn Quality Control (UMG)          | DE88 (1 Wo.)DE | AT27 (1 Wo.)AT | CH20 (2 Wo.)CH | UK6 Gold · (13 Wo.)UK | US1 ×4Vierfachplatin · (… Wo.)US | Erstveröffentlichung: 28. Februar 2020 Verkäufe: + 4.117.500 |
| 2022 | It’s Only Me Quality Control (UMG)     | DE24 (2 Wo.)DE | AT8 (3 Wo.)AT | CH4 (2 Wo.)CH | UK3 Gold · (9 Wo.)UK | US1 Platin · (82 Wo.)US | Erstveröffentlichung: 14. Oktober 2022 Verkäufe: + 1.100.000 |
| 2025 | WHAM Quality Control (UMG)             | DE19 (2 Wo.)DE | AT9 (2 Wo.)AT | CH4 (… Wo.)CH | UK12 (3 Wo.)UK | US1 (… Wo.)US | Erstveröffentlichung: 3. Januar 2025                         |